# Nacionalni park Petrified Forest

Nacionalni park Petrified Forest ((hrv.) Okamenjena šuma) je jedan od ukupno 58 nacionalnih parkova smještenih na području Sjedinjenih Američkih Država.

## Zemljopisni podaci
Nacionalni park se nalazi u okruzima Apache i Navajo na sjeveroistoku američke savezne države Arizona. Sjedište parka se nalazi oko 42 km istočno od gradića Holbrook. Naziv je dobio po velikim ostacima okamenjene šume, a pokriva površinu od 378,5 km2 koja obuhvaća polupustinjsku stepu i erodirana područja. Prosječna nadmorska visina nacionalnog parka je oko 1.600 m. Dužina parka od sjevera prema jugu iznosi oko 48 km, a širina varira od maksimalnih 19 km do najužeg dijela od oko 1,6 km širine.

## Povijest
Ovaj nacionalni park je poznat po svojim fosilima, posebice okamenjenim deblima drveća iz kasnog trijasa, prije oko 225 milijuna godina. Prvi stanovnici su ovo područje naseljavali prije oko 8.000 godina. Do prije otprilike 2.000 godine tu su uzgajali kukuruz i gradili zemunice. Kasniji stanovnici su tu gradili nadzemna naselja poznatija pod nazivom pueblo. Zahvaljujući klimatskim promjenama posljednji stanovnici su ovo područje napustili oko 1400. godine. Prvi Europljani koji su posjetili park su tijekom 16. stoljeća bili španjolski istraživači, a sredinom 19. stoljeća tim američkih istraživača koji je premjeravao cestu od istoka prema zapadu Sjedinjenih Američkih Država otkrio je okamenjena stabla. Kasnije ceste i željeznička pruga su prolazile istom rutom i omogućile razvoj turizma, a prije nego što je područje zaštićeno i proglašeno nacionalnim parkom, mnogi su fosili nestali u privatnim zbirkama. Krađa fosila je problem i u 21. stoljeću.

## Klima
Prosječne dnevne ljetne temperature se kreću od 32°C do preko 38°C. Budući da gotovo uvijek vedro nebo parka omogućuje brzo hlađenje noću, ljeti su noćne temperature ponekad i do 22°C niže od dnevnih. Najtopliji mjesec je srpanj s najvišom prosječnom temperaturom od 33°C, dok je najniža dnevna oko 16°C. Najhladniji mjesec u godini je siječanj kada se temperature kreću od najviših 9°C) do najnižih -6°C). Najviša zabilježena temperatura izmjerena je 1998. godine i iznosila je 42°C, a najniža od −33°C je zabilježena 1971.
Zimski vjetrovi dosežu brzinu od oko 97 km/h. Ljetni povjetarac je blaži i doseže brzinu od oko 16 km/h što ipak može rezultirati čestim pješčanim olujama i tornadima ((engl.) Dust devil), od kojih neki dosežu visinu od nekoliko stotina metara.
| Klimatološki srednjaci za Nacionalni park Petrified Forest    | Klimatološki srednjaci za Nacionalni park Petrified Forest | Klimatološki srednjaci za Nacionalni park Petrified Forest | Klimatološki srednjaci za Nacionalni park Petrified Forest | Klimatološki srednjaci za Nacionalni park Petrified Forest | Klimatološki srednjaci za Nacionalni park Petrified Forest | Klimatološki srednjaci za Nacionalni park Petrified Forest | Klimatološki srednjaci za Nacionalni park Petrified Forest | Klimatološki srednjaci za Nacionalni park Petrified Forest | Klimatološki srednjaci za Nacionalni park Petrified Forest | Klimatološki srednjaci za Nacionalni park Petrified Forest | Klimatološki srednjaci za Nacionalni park Petrified Forest | Klimatološki srednjaci za Nacionalni park Petrified Forest | Klimatološki srednjaci za Nacionalni park Petrified Forest |
| mjesec                                                        | sij                                                        | velj                                                       | ožu                                                        | tra                                                        | svi                                                        | lip                                                        | srp                                                        | kol                                                        | ruj                                                        | lis                                                        | stu                                                        | pro                                                        | godina                                                     |
| ------------------------------------------------------------- | ---------------------------------------------------------- | ---------------------------------------------------------- | ---------------------------------------------------------- | ---------------------------------------------------------- | ---------------------------------------------------------- | ---------------------------------------------------------- | ---------------------------------------------------------- | ---------------------------------------------------------- | ---------------------------------------------------------- | ---------------------------------------------------------- | ---------------------------------------------------------- | ---------------------------------------------------------- | ---------------------------------------------------------- |
| srednji maksimum, °C                                          | 8,9                                                        | 12,8                                                       | 16,7                                                       | 21,1                                                       | 26,1                                                       | 32,2                                                       | 33,3                                                       | 32,2                                                       | 28,9                                                       | 22,2                                                       | 15,0                                                       | 9,4                                                        | 21,6                                                       |
| srednji minimum, °C                                           | −6,1                                                       | −3,9                                                       | −1,7                                                       | 1,7                                                        | 6,1                                                        | 11,1                                                       | 15,6                                                       | 15,0                                                       | 11,1                                                       | 4,4                                                        | −2,2                                                       | −6,1                                                       | 3,7                                                        |
| oborine, mm                                                   | 16,5                                                       | 17,5                                                       | 20,3                                                       | 10,2                                                       | 13,5                                                       | 7,6                                                        | 36,8                                                       | 41,1                                                       | 33,8                                                       | 30,5                                                       | 20,1                                                       | 19,8                                                       | 267,7                                                      |
| Izvor: Mjesečni srednjaci za nacionalni park Petrified Forest |                                                            |                                                            |                                                            |                                                            |                                                            |                                                            |                                                            |                                                            |                                                            |                                                            |                                                            |                                                            |                                                            |

U naconalnom parku Petrified Forest najviše je padalina od srpnja do rujna, kada uz kratke grmljavinske pljuskove padne oko polovice ukupnih godišnjih padalina. Kolovoz je u prosjeku najvlažniji mjesec u godini. Na visinama preko 1.500 m od listopada do ožujka su moguće blaže snježne padaline, no snijeg se rijetko zadrži. Srednja relativna vlažnost zraka je ispod 50%, a ponekad čak manje i od 15%.

## Ostali projekti
|  | Zajednički poslužitelj ima stranicu o temi Nacionalni park Petrified Forest    |
|  | Zajednički poslužitelj ima još gradiva o temi Nacionalni park Petrified Forest |